# Zarpa de León
Zarpa de león es una colección de cuadernos de aventuras publicada por Toray en 1949 con guiones de Joaquín Berenguer Artés y dibujos de Emilio Giralt Ferrando y Juan Martínez Osete.

## Trayectoria editorial
Para su segunda colaboración con su cuñado Ferrando, tras El Diablo de los Mares (1947), J. B. Artés se inspiró también en una película extranjera; en este caso, La corona de hierro (1940) de Alessandro Blasetti.
Fue entintada, y en sus últimos números también dibujada, por Juan Martínez Osete.
Dado su éxito, Toray la recopiló en 20 álbumes en 1951.

## Argumento
Zarpa de León
En el año 812, en el reino de Bagundia, dominado entonces por las tropas de Kam Krum, un pastor y su perro Duk huyen de unos soldados, yendo a parar al denominado Valle maldito. Allí el pastor descubre a un niño salvaje, al que adopta y da el nombre de Zarpa de León. Este niño es hijo de los últimos reyes cristianos de Bagundia, asesinados por las tropas de Kam Krum.
El valle maldito

## Valoración
Para el crítico Pedro Porcel, Zarpa de León es una auténtica novela, con cierto rigor histórico y un dibujo eficaz y esforzado por parte de Ferrando, que destaca sobre todo en las portadas.